# Kashiwa Reysol
Kashiwa Reysol (japanisch 柏レイソル) ist ein japanischer Profi-Fußballverein und spielt derzeit in der J1 League, der höchsten Spielklasse des japanischen Fußballs. Der Verein, der aus einer Werksmannschaft des Hitachi-Konzerns hervorging und seine Heimspiele im Sankyo Frontier Kashiwa Stadium in Kashiwa (Präfektur Chiba) austrägt, war Mitte der 1970er-Jahre einer der erfolgreichsten Vereine des Landes. Im Jahr 2011 gelang dem Verein als Aufsteiger der erstmalige Gewinn der J1 League.

## Vereinsgeschichte
Gegründet wurde Reysol im Jahre 1940 als Hitachi Ltd. Soccer Club in der Stadt Koganei, einem Vorort von Tokio. 1966, nur ein Jahr nach der Gründung der ersten landesweiten Fußballliga Japan Soccer League, zog die Mannschaft an ihren heutigen Standort nach Kashiwa. Dort erlebte Hitachi Mitte der 70er-Jahre die erfolgreichste Zeit: mit einem Meistertitel und zwei Siegen im Kaiserpokal zählten sie neben Yanmar Diesel (heute Cerezo Osaka) und Mitsubishi (heute Urawa Red Diamonds) zu den besten Mannschaften des Landes. Dieser Ruhm verblasste aber bald, sodass der Klub Anfang der 1990er-Jahre, als die Gründung einer Profiliga vereinbart wurde, keine große Rolle mehr spielte.
Obwohl Hitachi also bei der Premiere der J. League nicht von der Partie war, wurde die Professionalisierung der Fußballabteilung vorangetrieben: der Verein wurde 1992 unter dem Namen Kashiwa Reysol neu gegründet und mit neuem Wappen und Maskottchen versehen. Der Name Reysol leitet sich von den spanischen Wörtern rey (König) und sol (Sonne) ab, ein versteckter Hinweis auf Hitachi (日立), das sich mit dem Zeichen 日 (Sonne) schreibt. Der Konzern blieb auch, anders als bei den meisten anderen Vereinen, alleiniger Besitzer und Hauptsponsor des Vereins.
Um den Aufstieg in die J. League doch noch zu erreichen, wurde noch im selben Jahr der brasilianische Nationalspieler Careca vom SSC Neapel verpflichtet, der bald zum Star der Liga avancierte. So war es dann auch hauptsächlich Carecas Verdienst, dass Reysol 1995 (zusammen mit Cerezo Osaka) endgültig in die J. League aufstieg, die der Verein erst zehn Jahre später wieder verlassen musste.
Dort gelang es dem Verein bisher allerdings nicht, an die erfolgreichen Jahre in den 70ern anzuknüpfen: lediglich ein Sieg im Yamazaki Nabisco Cup (dem japanischen Ligapokal) 1999 und ein zweiter Platz in der Rückrunde 2000 (ein Sieg und damit die Teilnahme am Meisterschaftsfinale wurde erst durch eine Niederlage am letzten Spieltag verpasst) stehen für den Klub zu Buche und in den letzten Jahren musste Kashiwa vermehrt gegen den Abstieg kämpfen.
2005 gelang es den Hitachi-Managern, einen hochkarätigen Zugang zu tätigen: für 2,5 Millionen Euro wurde França von Bayer 04 Leverkusen verpflichtet. Trotzdem landete Reysol auf dem 16. von 18 Plätzen und musste somit in die Relegation gegen den Zweitligisten Ventforet Kofu. Dort unterlag man überraschend eindeutig mit 1:2 und 2:6. Somit hat Kashiwa 2006 in der zweiten Division gespielt.
2006 verließen viele Stammspieler wie Tomokazu Myōjin, Mitsuru Nagata, Kishō Yano, Yukio Tsuchiya, Yasuhiro Hato und Keiji Tamada den Verein, und so musste die Mannschaft neu aufgebaut werden. Kashiwa löste den Vertrag mit Hiroshi Hayano auf und verpflichtete Nobuhiro Ishizaki als neuen Trainer. Für die kommende Saison, in der Kashiwa den zweiten Platz erreichte und sich somit die Rückkehr in die 1. Liga sicherte, wurde Yūta Minami als Kapitän erklärt.
Die Spielzeit 2007 gestaltete sich überraschend: Kashiwa startete am ersten Spieltag gegen Júbilo Iwata mit einem 4:0-Sieg und konnte sich in der folgenden Zeit an der Spitze der Liga halten. Torwart Yuta Minami gelang eine herausragende Bilanz von 17 Spielen ohne Gegentor, was u. a. dazu führte, dass der Verein nach 34 Spieltagen einen erfolgreichen achten Platz belegte und somit den Liga-Verbleib sicherte.
Im Jahr 2008 sollte der im Vorjahr erreichte Erfolg allerdings nicht wiederholt werden, obwohl es zu Beginn relativ gut aussah. Denn noch am 15. Spieltag stand die Mannschaft auf dem dritten Platz, konnte aber danach zweieinhalb Monate kein Spiel gewinnen. Das führte dazu, dass der Abstand zu einem Relegationsplatz nur noch drei Punkte, und zu einem Abstiegsplatz vier Punkte betrug.
Doch am 28. Spieltag folgte die Wende, als man gegen Ōmiya Ardija einen 0:4-Auswärtserfolg einfuhr. Dem Neuling Yūsuke Murakami gelang bei diesem Spiel etwas Außergewöhnliches, denn er war nach Zico erst der zweite Spieler, der bei seinem Debüt einen Hattrick erzielen konnte. Letztendlich gelang ein durchschnittlicher, aber dennoch erneut liga-erhaltender elfter Saisonplatz. Außerdem erreichte Reysol das Finale des Emperor’s Cup, das sie aber mit 0:1 nach Verlängerung gegen Gamba Osaka verloren. In der Saison 2009 stieg Reysol in die zweite Liga ab, 2010 erreichte der Klub als Meister den direkten Wiederaufstieg in die J. League.
| Runde         | Datum       | Gegner              | Platz                      | Resultat | Torschütze             |
| ------------- | ----------- | ------------------- | -------------------------- | -------- | ---------------------- |
| 4. Runde      | 2. Nov. 08  | Thespa Kusatsu      | Kashiwa-no-ha              | 1:0      | Suganuma               |
| 5. Runde      | 15. Nov. 08 | Kyoto Sanga F.C.    | Toyama                     | 1:0      | Popo                   |
| Viertelfinale | 20. Dez. 08 | Sanfrecce Hiroshima | Momotaro Stadium (Okayama) | 3:2      | Koga, Suganuma, Franca |
| Halbfinale    | 29. Dez. 08 | FC Tokyo            | Shizuoka Stadium Ecopa     | 2:1      | Franca, Lee            |
| Finale        | 1. Jan. 09  | Gamba Osaka         | National Stadium (Tokio)   | 0:1      |                        |

In der Saison 2011 gewann der Verein völlig überraschend den Meistertitel in der J. League. Bis zum letzten Spieltag stand noch ein Trio aus den drei Mannschaften Nagoya Grampus, Gamba Osaka und Reysol fast punktgleich auf den ersten drei Tabellenplätzen. Dabei lag Reysol nur einen Punkt vor dem Zweiten Nagoya Grampus und zwei Punkte vor Gamba Osaka. Da am letzten Spieltag aber alle drei Teams gewannen, änderte sich an dieser Platzierung nichts mehr und Reysol wurde nach einem 3:1-Sieg gegen die Urawa Red Diamonds Meister. Damit wurde zum ersten Mal in der Geschichte der J. League ein Verein nach dem Gewinn der zweiten Liga in der nächsten Saison Meister in der ersten Liga. Durch den Gewinn der Meisterschaft war Kashiwa Reysol gleichzeitig als Gastgeberteam für die FIFA-Klub-Weltmeisterschaft 2011 in Japan qualifiziert.
Bei der Klub-Weltmeisterschaft trat Reysol im Eröffnungsspiel gegen den Vertreter Ozeaniens, Auckland City FC, an und gewann dieses Spiel mit 2:0. Damit traf das Team im Viertelfinale auf den nordamerikanischen Vertreter CF Monterrey aus Mexiko. Nach Ende der regulären Spielzeit stand es, nachdem Leandro Domingues noch zur zwischenzeitlichen 1:0-Führung für Reysol getroffen hatte, 1:1. Die Verlängerung blieb torlos, sodass das Spiel im Elfmeterschießen entschieden wurde. Nachdem der Torwart Kashiwas, Sugeno, einen Strafstoß parierte und ein Mexikaner nur den Pfosten traf, gewann Reysol das Elfmeterschießen mit 4:3. Im Halbfinale unterlag die Mannschaft allerdings 1:3 gegen den brasilianischen FC Santos. Somit kam es im Spiel um Platz 3 zu einem rein asiatischen Duell, bei dem Kashiwa dem katarischen Al-Sadd gegenüberstand, der sich als Sieger der AFC Champions League qualifiziert hatte. Nachdem sowohl in der regulären Spielzeit als auch in der Verlängerung keine Tore gefallen waren, kam es erneut zum Elfmeterschießen. Hier gelang es dem katarischen Torwart Saqr, den Schuss von Ryōhei Hayashi zu parieren. Da alle anderen Schützen verwandelten, verlor Kashiwa das Elfmeterschießen mit 3:5. Die Mannschaft belegte am Ende also den vierten Platz.

## Erfolge
- Japan Soccer League: 1971
- Japan Soccer League Division 2: 1990/91

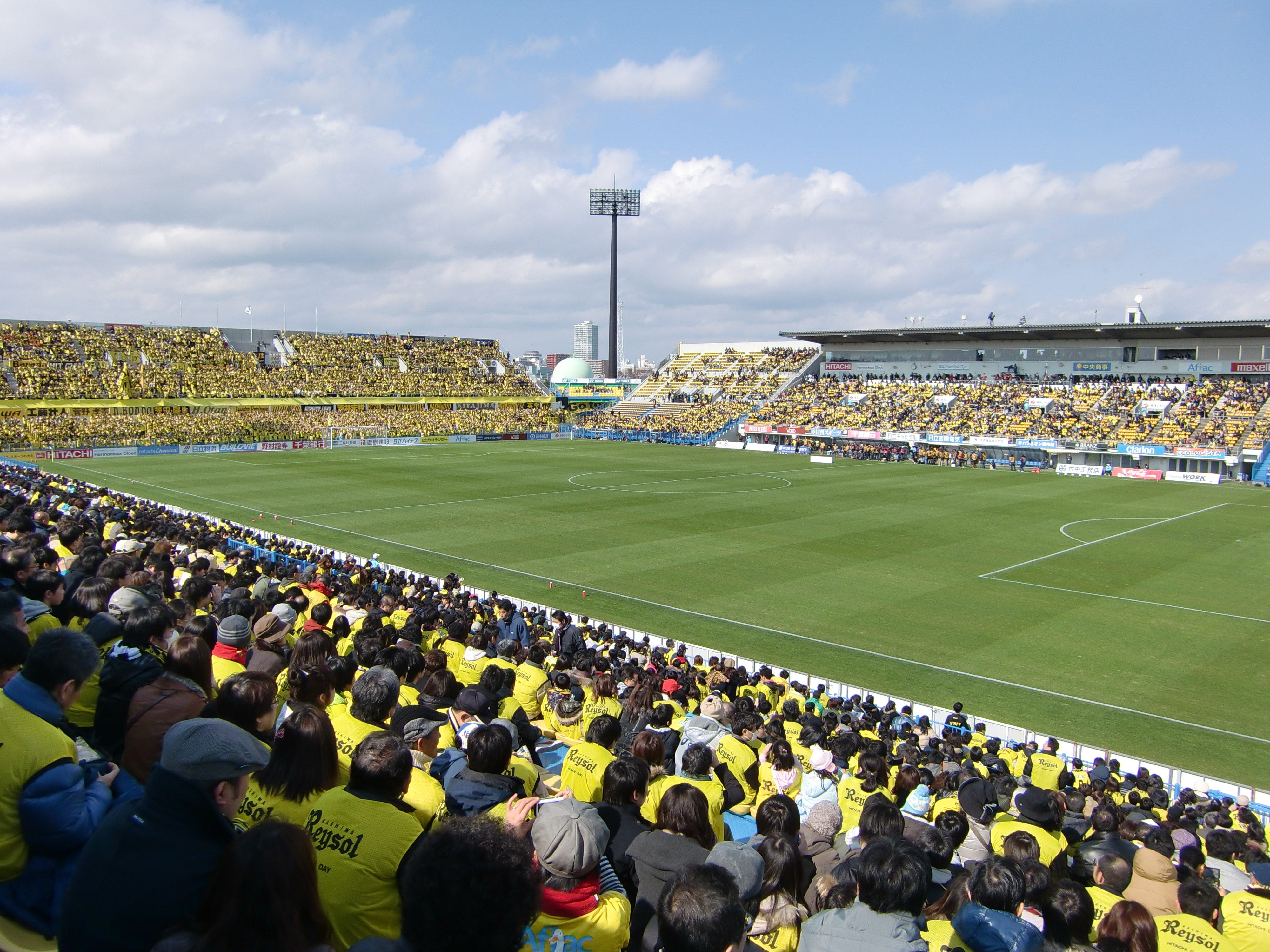
Sankyo Frontier Kashiwa Stadium

- JSL Cup: 1976
- Kaiserpokal: 1972, 1975, 2012

- J1 League: 2011
- J2 League: 2010, 2019
- Japanischer Supercup: 2012
- J.League Cup: 1999, 2013
- Copa Suruga Bank: 2014

## Stadion
Der Verein trägt seine Heimspiele im Sankyo Frontier Kashiwa Stadium in Kashiwa in der Präfektur Chiba aus. Das Stadion, dessen Eigentümer Kashiwa Reysol ist, hat ein Fassungsvermögen von 15.109 Zuschauern.
Koordinaten: 35° 50′ 54″ N, 139° 58′ 31″ O

## Aktueller Kader
Stand: März 2025
| Nr. |           | Position | Name             |
| --- | --------- | -------- | ---------------- |
| 1   | Japan     | TW       | Haruki Saruta    |
| 2   | Japan     | AB       | Hiromu Mitsumaru |
| 3   | Brasilien | AB       | Diego            |
| 4   | Japan     | AB       | Taiyo Koga       |
| 5   | Japan     | AB       | Hayato Tanaka    |
| 6   | Japan     | MF       | Yūto Yamada      |
| 8   | Japan     | MF       | Yoshio Koizumi   |
| 9   | Japan     | ST       | Mao Hosoya       |
| 11  | Japan     | MF       | Masaki Watai     |
| 13  | Japan     | AB       | Tomoya Inukai    |
| 14  | Japan     | MF       | Tomoya Koyamatsu |
| 15  | Japan     | ST       | Kosuke Kinoshita |
| 16  | Japan     | AB       | Eiichi Katayama  |
| 17  | Japan     | MF       | Kōhei Tezuka     |
| 18  | Japan     | ST       | Yūki Kakita      |
| 19  | Japan     | MF       | Hayato Nakama    |
| 22  | Japan     | AB       | Hiroki Noda      |

| Nr. |       | Position | Name                     |
| --- | ----- | -------- | ------------------------ |
| 24  | Japan | MF       | Tōjirō Kubo              |
| 25  | Japan | TW       | Ryōsuke Kojima           |
| 26  | Japan | AB       | Daiki Sugioka            |
| 27  | Japan | MF       | Koki Kumasaka            |
| 28  | Japan | MF       | Sachirō Toshima          |
| 29  | Japan | MF       | Takuya Shimamura         |
| 33  | Japan | MF       | Eiji Shirai              |
| 36  | Japan | ST       | Nabel Yoshitaka Furusawa |
| 37  | Japan | MF       | Shun Nakajima            |
| 39  | Japan | MF       | Nobuteru Nakagawa        |
| 40  | Japan | MF       | Riki Harakawa            |
| 41  | Japan | TW       | Daiki Sakata             |
| 43  | Japan | MF       | Mohammad Farzan Sana     |
| 44  | Japan | AB       | Taisei Kuwata            |
| 46  | Japan | TW       | Kenta Matsumoto          |
| 48  | Japan | MF       | Kazuki Kumasawa          |

## Trainerchronik
| Trainer               | Nation    | von               |                   |
| --------------------- | --------- | ----------------- | ----------------- |
| Tokuei Suzuki         | Japan     | 1. Februar 1965   | 31. Januar 1966   |
| Masayoshi Miyazaki    | Japan     | 1. Februar 1966   | 31. Januar 1967   |
| Kotaro Hattori        | Japan     | 1. Februar 1967   | 31. Januar 1970   |
| Hidetoki Takahashi    | Japan     | 1. Februar 1970   | 31. Januar 1977   |
| Takahito Ko           | Japan     | 1. Februar 1977   | 31. Januar 1979   |
| Mutsuhiko Nomura      | Japan     | 1. Februar 1979   | 31. Januar 1982   |
| Yoshiki Nakamura      | Japan     | 1. Februar 1982   | 31. Januar 1985   |
| Yoshikazu Nagaoka     | Japan     | 1. Februar 1985   | 30. Juni 1989     |
| Hiroyuki Usui         | Japan     | 1. Juli 1989      | 31. Januar 1993   |
| Zé Sérgio             | Brasilien | 1. Februar 1993   | 10. August 1995   |
| Antoninho             | Brasilien | 11. August 1995   | 31. Januar 1996   |
| Nicanor               | Brasilien | 1. Februar 1996   | 31. Januar 1998   |
| Akira Nishino         | Japan     | 1. Februar 1998   | 30. Juli 2001     |
| Steve Perryman        | England   | 1. August 2001    | 8. August 2002    |
| Marco Aurélio Moreira | Brasilien | 1. Juli 2002      | 31. Januar 2004   |
| Tomoyoshi Ikeya       | Japan     | 1. Februar 2004   | 31. Juli 2004     |
| Hiroshi Hayano        | Japan     | 1. August 2004    | 31. Januar 2006   |
| Nobuhiro Ishizaki     | Japan     | 1. Februar 2006   | 31. Januar 2009   |
| Shinichiro Takahashi  | Japan     | 1. Februar 2009   | 14. Juli 2009     |
| Masami Ihara          | Japan     | 15. Juli 2009     | 30. Juli 2009     |
| Nelsinho Baptista     | Brasilien | 1. August 2009    | 31. Januar 2015   |
| Tatsuma Yoshida       | Japan     | 1. Februar 2015   | 31. Januar 2016   |
| Milton Mendes         | Brasilien | 1. Februar 2016   | 12. März 2016     |
| Takahiro Shimotaira   | Japan     | 12. März 2016     | 13. Mai 2018      |
| Nozomu Katō           | Japan     | 14. Mai 2018      | 10. November 2018 |
| Ken Iwase             | Japan     | 10. November 2018 | 31. Januar 2019   |
| Nelsinho Baptista     | Brasilien | 1. Februar 2019   | 17. Mai 2023      |
| Masami Ihara          | Japan     | 17. Mai 2023      | 10. Dezember 2024 |
| Ricardo Rodríguez     | Spanien   | 11. Dezember 2024 |                   |

## Saisonplatzierung
| Saisons | Liga | Teams | Platz | Zusch./Sp. | J. League Cup  | Kaiserpokal   | Supercup |
| ------- | ---- | ----- | ----- | ---------- | -------------- | ------------- | -------- |
| 1995    | J1   |       | 12.   |            | —              | 2. Runde      | —        |
| 1996    | J1   |       | 5.    |            | Halbfinale     | 4. Runde      | —        |
| 1997    | J1   |       | 7.    |            | Viertelfinale  | Viertelfinale | —        |
| 1998    | J1   |       | 8.    |            | Gruppenphase   | 4. Runde      | —        |
| 1999    | J1   |       | 3.    |            | Sieger         | Halbfinale    | —        |
| 2000    | J1   |       | 3.    |            | 2. Runde       | 4. Runde      | —        |
| 2001    | J1   |       | 6.    |            | 2. Runde       | 3. Runde      | —        |
| 2002    | J1   |       | 12.   |            | Viertelfinale  | 3. Runde      | —        |
| 2003    | J1   |       | 12.   |            | Gruppenphase   | 4. Runde      | —        |
| 2004    | J1   |       | 16.   |            | Gruppenphase   | 4. Runde      | —        |
| 2005    | J1   |       | 16. ▼ |            | Gruppenphase   | 5. Runde      | —        |
| 2006    | J2   |       | 2. ▲  |            | —              | 4. Runde      | —        |
| 2007    | J1   |       | 8.    |            | Gruppenphase   | 4. Runde      | —        |
| 2008    | J1   |       | 11.   |            | Gruppenphase   | Finalist      | —        |
| 2009    | J1   |       | 16. ▼ |            | Gruppenphase   | 3. Runde      | —        |
| 2010    | J2   |       | 1. ▲  |            | —              | 4. Runde      | —        |
| 2011    | J1   |       | 1.    |            | 1. Runde       | 4. Runde      | —        |
| 2012    | J1   |       | 6.    |            | Halbfinale     | Sieger        | Sieger   |
| 2013    | J1   |       | 10.   |            | Sieger         | 4. Runde      | —        |
| 2014    | J1   |       | 4.    |            | Halbfinale     | 3. Runde      | —        |
| 2015    | J1   |       | 10.   |            | Viertelfinale  | Halbfinale    | —        |
| 2016    | J1   |       | 8.    |            | Gruppenphase   | Achtelfinale  | —        |
| 2017    | J1   |       | 4.    |            | Gruppenphase   | Halbfinale    | —        |
| 2018    | J1   |       | 17. ▼ |            | Halbfinale     | 3. Runde      | —        |
| 2019    | J2   |       | 1. ▲  |            | Gruppenphase   | 3. Runde      | —        |
| 2020    | J1   |       | 7.    |            | 2. Platz       | —             | —        |
| 2021    | J1   |       | 15.   |            | Gruppenphase   | 3. Runde      | —        |
| 2022    | J1   |       | 7.    | 9.265      | Gruppenphase   | 4. Runde      | —        |
| 2023    | J1   | 18    | 17.   | 11.130     | Gruppenphase   | 2. Platz      | —        |
| 2024    | J1   | 20    | 17.   | 12.070     | Play-off-Runde | Achtelfinale  | —        |
| 2025    | J1   | 20    |       |            |                |               |          |

## Auszeichnungen

### Spieler des Jahres (JLeague MVP)
- Leandro Domingues (2011)
- Michael Olunga (2020)

### Nachwuchsspieler des Jahres
- Takanori Sugeno (2007)
- Hiroki Sakai (2011)
- Yūta Nakayama (2017)

### Elf des Jahres
- Hong Myung-bo (2000)
- Tomokazu Myōjin (2000)
- Leandro Domingues (2011, 2012)
- Naoya Kondō (2011)
- Hiroki Sakai (2011)
- Jorge Wagner (2011)
- Kōsuke Nakamura (2017)
- Matheus Sávio (2024)